# Yudai Nitta
Yudai Nitta (Japans: 新田祐大, Nitta Yūdai) (Aizuwakamatsu, 25 januari 1986) is een Japans voormalig baanwielrenner. Nitta nam deel aan de Olympische Zomerspelen van 2012 en 2020. Hij won in 2019 zilver op de keirin bij de WK.

## Palmares
| Jaar | JK              | AK                                                                           | WK                                        | Overig |
| ---- | --------------- | ---------------------------------------------------------------------------- | ----------------------------------------- | --- |
| 2006 |                 |                                                                              |                                           | Aziatische Spelen: · teamsprint                                                                             |
| 2008 |                 | teamsprint · 1km tijdrit                                                     |                                           | WB Melbourne: · teamsprint                                                                                  |
| 2009 |                 |                                                                              | 8e teamsprint 18e 1km tijdrit             | |
| 2010 |                 | sprint · 1km tijdrit                                                         | 10e teamsprint 21e 1km tijdrit 29e sprint | Aziatische Spelen: · teamsprint · sprint                                                                    |
| 2011 |                 |                                                                              | 10e teamsprint 16e 1km tijdrit 37e sprint | |
| 2012 |                 | teamsprint · 4e keirin                                                       | 12e 1km tijdrit 12e keirin 31e sprint     | Olympische Spelen: 8e teamsprint                                                                            |
| 2013 |                 |                                                                              | 7e teamsprint 11e 1km tijdrit 25e keirin  | Oost-Aziatische Spelen: · sprint · 1km tijdrit                                                              |
| 2014 | 1km tijdrit     | teamsprint                                                                   |                                           | |
| 2015 |                 | teamsprint                                                                   |                                           | |
| 2016 | keirin          |                                                                              |                                           | |
| 2017 |                 |                                                                              | 7e teamsprint 25e keirin                  | |
| 2018 | keirin · sprint |                                                                              | 8e teamsprint 19e keirin                  | Aziatische Spelen: keirin · teamsprint                                                                      |
| 2019 |                 | januari · teamsprint · 6e keirin · 6e sprint · oktober · teamsprint · keirin | keirin · 10e teamsprint                   | WB Cambridge: · keirin · WB Hongkong: · teamsprint · WB Cambridge: · teamsprint · WB Brisbane: · teamsprint |
| 2020 |                 |                                                                              | 5e sprint 9e teamsprint 12e keirin        | |
| 2021 |                 |                                                                              |                                           | Olympische Spelen: 16e keirin 26e sprint                                                                    |